# فلسفه در عصر تراژیک یونانیان
فلسفه در عصر تراژیک یونانیان (آلمانی: Philosophie im tragischen Zeitalter der Griechen) کتاب ناقصی از فریدریش نیچه است. این کتاب یک نسخه پاک از یادداشت‌های نیچه بود و به قصد انتشار تهیه کرده بود. این یادداشت‌ها در حدود سال ۱۸۷۳ نوشته شده‌است. در این کتاب فریدریش نیجه دربارهٔ پنج فیلسوف یونانی از قرن ششم و پنجم قبل از میلاد بحث کرد. آنها تالس، آناکسیماندر، هراکلیتوس، پارمنیدس و آناکساگوراس هستند. وی در یک زمان قصد داشت شامل دموکریتوس، امپدوکلس و سقراط باشد. این کتاب پس از توضیح و بحث در مورد جهان‌شناسی آناکساگوراس به‌طور ناگهانی پایان می‌یابد.

## محتوا

### مقدمه اولیه
نیچه اظهار داشت که می‌خواهد چشم‌انداز افراد بسیار شایسته‌ای را که از ۶۰۰ سال قبل از میلاد تا ۴۰۰ سال قبل از میلاد در یونان باستان نشأت گرفته‌اند، ارائه دهد. "وظیفه این است که آنچه را که باید همیشه دوست داشته و از آن احترام بگذاریم، در معرض دید قرار دهد. نیچه می‌خواست که انسان‌های آینده بتوانند بگویند: بنابراین این وجود داشته‌است؛ که حداقل یک بار، و به شکل انسان شباهت دارد.

### مقدمه بعدی
نیچه با انتخاب تنها چند آموزه برای هر فیلسوف، امیدوار بود که شخصیت هر فیلسوف را به نمایش بگذارد.

### فیلسوف‌ها

#### تالس
تالس پیشنهاد کرد که آب منشأ همه چیز است. نیچه ادعا کرد که به سه دلیل باید جدی گرفته شود.
1. این بیانیه ای در مورد منشأ اولیه همه چیز ارائه می‌دهد.
2. از زبانی استفاده می‌کند که هیچ ارتباطی با افسانه و افسانه ندارد.
3. این چشم‌انداز را منعکس می‌کند که همه چیز واقعاً یکی است.

تعمیم تالس نتیجه تخیل و تشبیه خلاق بود. او از دلیل، دلیل منطقی، افسانه یا تمثیل استفاده نکرد. این اولین تلاش برای تفکر در مورد طبیعت بدون استفاده از افسانه‌های مربوط به خدایان بود. با این حال، او می‌خواست به جای تلاش برای کسب دانش از همه چیز، یکی از ویژگی‌های مهم مشترک همه چیز را بداند.

#### آناکسیماندر
آناکسیماندروس که در شهر ملط زندگی می‌کرد، اولین فیلسوفی بود که سخنان خود را نوشت. مشهورترین متن وی این است: "منشأ آینده برای چیزهای موجود این است که ویرانی نیز بنا به ضرورت در آن اتفاق می‌افتد؛ زیرا آنها بر اساس ارزیابی زمان مجازات و مجازات یکدیگر را برای بی عدالتی خود پرداخت می‌کنند. " این بیان بدبینانه وجود را به عنوان چیزی که نباید باشد ارائه داد. هر چیز مشخصی باید پس از مدتی کوتاه، مجدداً به منبع نامعلوم (آپایرون) خود برسد. این منبع همچنین نمی‌تواند قطعی باشد؛ بنابراین نامحدود است و از بین نمی‌رود.
آناکسیماندر اولین یونانی بود به ارائه یک اخلاقی یا اخلاقی تفسیر از وجود است. برای در حال ظهور از کهن وحدت، هر قطعی فردی چیزی که باید یک قیمت با بازگشت پرداخت. این بدان معناست که وجود جداگانه و جداگانه هر یک از افراد ناعادلانه است. به خودی خود توجیه و ارزشی ندارد.
شیوه زندگی او مطابق با اندیشه او بود. او به روشی موقر و موقر لباس پوشید و صحبت کرد. این وحدت سبک معمول فیلسوفان قبل از افلاطون بود.

#### هراکلیتوس
هراکلیتوس به عنوان نقطه مقابل آناکسیماندر، در ظهور و ناپدید شدن اشیا دنیوی هیچ بی عدالتی، گناهی، شرارت و توبه نمی‌دید. برای او، مستمر شدن و از بین رفتن نظم طبیعت است. یک نظم، قاعده و قطعیت ثابت فوق‌العاده ای وجود دارد که خود را در همه تغییر و تحولات نشان می‌دهد. هراکلیتوس فکر نمی‌کرد که یک نامعین متافیزیکی و غیرقابل تعریف (آپایروم) وجود دارد که همه چیزهای قطعی از آن به وجود می‌آیند. همچنین، او را تکذیب کرد این است که هر دائمی وجود دارد بودن. نیچه با گفتن عبارت خود گفت: «شما از نامها برای چیزهایی استفاده می‌کنید که گویا آنها سخت و مداوم تحمل کرده‌اند؛ با این وجود حتی جریانی که برای بار دوم وارد آن می‌شوید، همان جریانی نیست که قبلاً در آن قدم گذاشته‌اید.»
طرز تفکر هراکلیتوس نتیجه ادراک و شهود بود. او اندیشه منطقی، منطقی، مفهومی را تحقیر می‌کرد. اظهارات وی عمداً با خود تناقض داشتند. "ما هستیم و در عین حال نیستیم." "بودن و عدم وجود در همان زمان یکسان است و یکسان نیست." این تفکر بصری مبتنی بر دیدن جهان در حال تغییر تجربه است که با تغییرات بی پایان در زمان و مکان مشروط می‌شود. هر شیئی که از طریق زمان و مکان درک می‌شود، وجودی دارد که نسبت به سایر اشیا است. طبیعت و واقعیت به عنوان یک عمل مداوم دیده می‌شود که در آن وجود دائمی وجود ندارد.
نزاع پایان ناپذیر بین موارد متضاد، که به دنبال اتحاد مجدد هستند، برای هراکلیتوس نوعی عدالت قانونی است. مطابق با فرهنگ مسابقه یونان، درگیری بین همه چیز از یک قانون یا استاندارد داخلی پیروی می‌کند.
از نظر هراکلیتوس، یکی از آنها بسیار است. هر چیزی واقعاً آتش است. درگذشت، چیزهای جهان تمایل به مصرف شدن در آتش نابود کننده کیهانی را نشان می‌دهند. هنگامی که آنها دوباره بخشی از آتش هستند، تمایل آنها به‌طور خلاصه برآورده می‌شود. اما به زودی و در نتیجه انگیزه آتش برای انجام یک بازی با خودش، اوضاع به زودی دوباره به وجود می‌آید.
به دلیل تناقضاتی که در گفته‌های مختصر هراکلیتوس وجود دارد، وی را به مبهم بودن متهم کرده‌اند. با این حال، نیچه ادعا می‌کند که او کاملاً واضح بود. به نظر می‌رسد کوتاه بودن و صراحت بودن گفته‌های هراکلیتوس منجر به گمنامی آنها شود، اما نیچه اظهار داشت که آنها فقط برای خوانندگانی که وقت نمی‌گذرانند و دربارهٔ آنچه گفته می‌شود وقت نمی‌گذارند، مشخص نیست.
نیچه سخنان هراکلیتوس، «من به دنبال خودم می‌گشتم» را چنین تفسیر کرد که نشان می‌دهد او از عزت نفس و اعتقاد زیادی برخوردار است. بدون نگرانی در مورد اینکه آیا افکار او برای کسی غیر از خودش جذاب است، او اظهار داشت که قانون ثابت را در تغییر مداوم شدن می‌بیند. همچنین، او شهود کرد که تغییرات خاصی که با شدت ضروری اتفاق می‌افتد، در کل، بازی یک بازی است. هراکلیتوس می‌خواست که بشریت آینده حقایق بی‌انتهای خود را بداند.

#### پارمنیدس
بسیاری از خصوصیات پارمنیدس مخالف مستقیم هراکلیتوس بود. هراکلیتوس از طریق شهود حقایق خود را درک کرد. او دنیای تبدیل شدن را دید و شناخت. اما پارمنیدس با منطقی ناب به حقایق خود رسید. وی آموزه هستی خود را محاسبه و استنباط کرد.
پارمنیدس یک آموزه اولیه و تعالیم متاخر و متفاوتی داشت. نیچه ادعا کرد که دو طرز تفکر پارمنیدس نه تنها زندگی خودش را به دو دوره تقسیم کرده بلکه همه تفکرات پیش سقراطی را به دو نیمه تقسیم کرده‌است. روش قبلی دوره آناکسیماندروس بود. این امر با دو جهان سروکار دارد: دنیای شدن و جهان هستی. دوم پارمنی بود. در این جهان، هیچ تغییر، تغییر و ناپایداری وجود ندارد. فقط وجود است.
پارمنیدس فکر کرد که خصوصیات جهان به تقابل تقسیم می‌شوند. ویژگی‌های مثبت وجود دارد و نفی‌های مخالف آنها وجود دارد. تقسیم او بر اساس منطق انتزاعی بود و نه بر اساس شواهد حواس. این دوگانگی مثبت و منفی سپس به تفکیک به موجود و عدم تبدیل شد. برای اینکه چیزها تبدیل شوند، باید یک موجود و یک موجود وجود نداشته باشد. آرزو این تقابل‌ها را متحد می‌کند و دنیای شدن می‌سازد. وقتی آرزو برآورده می‌شود، موجود و موجود در برابر یکدیگر قرار می‌گیرند و همه چیز از بین می‌رود.
نیچه فکر نمی‌کرد که یک اتفاق خارجی منجر به انکار شدن شدن توسط پارمنیدس شود. نفوذ گزنفان توسط نیچه قابل اغماض است. حتی اگر هر دو نفر به مفهوم وحدت اهمیت زیادی می‌دادند، گزنفون به طریقی ارتباط برقرار می‌کرد که برای پارمنیدس بیگانه بود. گزنفان شاعری فلسفی بود که نگاهش به وحدت عرفانی به دین مربوط بود. او اخلاقی بود که ارزشهای معاصر یونان را رد می‌کرد. نیچه ادعا کرد که ویژگی مشترک بین پارمنیدس و گزنفان عشق آنها به آزادی شخصی و نامتعارف نه تأکید آنها بر یگانگی بودن است.
واقعه درونی که منجر به انکار شدن شدن توسط پارمنیدس شد، از آنجا شروع شد که وی ویژگی‌های منفی را در نظر گرفت. او از خود پرسید آیا چیزی که هیچ موجودی نیست می‌تواند وجود داشته باشد؟ منطقاً، این همان پرسیدن این بود که آیا A A. نیست. پارمنیدس سپس فهمید که چیست، چیست. همچنین، آنچه نیست، نیست. تفکر قبلی وی در مورد خصوصیات منفی بسیار غیر منطقی تلقی می‌شد. اظهارات ضد و نقیض هراکلیتوس کاملاً غیر منطقی در نظر گرفته شد.
اگر آن چیزی که هست، هست و نیست که نیست، نتیجه‌گیری‌های متعددی دنبال می‌شود. آنچه واقعاً است باید برای همیشه وجود داشته باشد. موجود نیز قابل تقسیم نیست، زیرا موجود دیگری برای تقسیم آن وجود ندارد. همچنین بی حرکت و محدود است. در مجموع، فقط یکتایی ابدی وجود دارد.
حواس ما را وادار می‌کند که خلاف این را باور کنیم؛ بنابراین، از نظر پارمنیدس، حواس توهمی، ذهنی و فریبکارانه است. او فقط نتیجه‌گیری منطقی و منطقی خود را پذیرفت. تمام شواهد نفسانی نادیده گرفته شد. پارمنیدس فقط واقعیت فوق‌العاده انتزاعی و کلی خود را تأیید کرد که کاملاً با واقعیت تجربه مشترک مغایرت داشت.
اگرچه از نظر منطقی قطعی بود، اما مفهوم بودن پارمنیدس از محتوا خالی بود. هیچ ادراک حسی این حقیقت را به تصویر نمی‌کشد. «آنچه هست، هست» قضاوت در مورد اندیشه ناب است نه تجربه. نیچه ادعا کرد که پارمنیدس مفهوم خود را از بودن را از تجربه شخصی خودش مبنی بر احساس زنده بودن ایجاد کرد. وی سپس این مفهوم کلی بودن مطلق را به‌طور غیر منطقی به همه چیز در جهان نسبت داد؛ بنابراین، نیچه وجود را مفهومی ذهنی می‌دانست که به اشتباه گفته می‌شود عینی است. نقل قول نیچه از حقیقت پارمنیدس این بود: «من نفس می‌کشم، بنابراین موجود هستم».
پارمنیدس به همراه شاگرد خود زنو از الئا اظهار داشت که چیزی به نام بی‌نهایت وجود ندارد. اگر بینهایت وجود داشته باشد، این وحدت غیرقابل تقسیم، بی حرکت و ابدی وجود خواهد بود. به عبارت دیگر، متناهی خواهد بود. مثالهای زنو از پرواز با فلش و تعقیب آشیل توسط لاک پشت نشان می‌دهد که حرکت روی یک فضای نامحدود غیرممکن است. اما ما حرکت را تجربه می‌کنیم. جهان بی‌نهایت نامحدود را به نمایش می‌گذارد؛ بنابراین، پارمنیدس دنیای قابل درک حرکت را رد می‌کند و ادعا می‌کند که واقعیت فقط با مفاهیم منطقی او که شامل بی‌نهایت محدود نیست، موافق است. برای او تفکر و بودن یکی است. آنچه او فکر می‌کند همان چیزی است که وجود دارد.
می‌توان علیه اصول پارمنیدس ایراد گرفت که ادراک حسی واقعیت واقعی را نشان نمی‌دهد و تفکر موجودی بی حرکت است. اگر حواس غیر واقعی باشد، چگونه می‌تواند فریب دهد؟ اگر تفکر موجودی بی حرکت است، چگونه از مفهوم به مفهوم می‌رسد؟ در عوض، می‌توان اظهار داشت که بسیاری از چیزهایی که توسط حواس تجربه می‌شوند فریبنده نیستند. همچنین، حرکت می‌تواند وجود داشته باشد. با این حال، هیچ اعتراضی به آموزه اصلی بدیهی پارمنیدس مبنی بر وجود یا عدم وجود آن نیست.

#### آناکساگوراس
آناکساگوراس علیه پارمنیدس دو اعتراض و شکایت داشت:
1. منشأ شباهت
2. تحرک فکر

با این حال، او به آموزه اصلی پارمنیدس اعتراض نکرد که فقط وجود است، نه شدن. آناکسیماندر و هراکلیتوس ادعا کرده بودند که در حال تبدیل شدن و از بین رفتن است. تالس و هراکلیتوس گفته بودند که دنیای چند کیفیت از یک ماده اصلی بیرون می‌آید. با آناکساگوراس، همه فیلسوفان و دانشمندان بعدی همه موجودات را از هیچ و موجودی را از بین بردند.
اگر بسیاری از چیزهایی که در دنیا تجربه می‌کنیم صرفاً شبیه نیستند بلکه از هیچ حاصل نمی‌شوند و از یک چیز واحد حاصل نمی‌شوند، منشأ آنها چیست؟ از آنجایی که مانند مثل تولید می‌شود، چیزهای مختلف از چیزهای مختلف ناشی می‌شود. به عبارت دیگر، بی‌نهایت مواد اولیه مختلف وجود دارد. کل آنها همیشه ثابت است اما ترتیب آنها تغییر می‌کند.
چرا اشکال و الگوهای این مواد واقعی تغییر می‌کند؟ زیرا آنها در حال حرکت هستند. تغییر و حرکت شباهت ندارند و واقعاً واقعی هستند. آیا حرکت از درون هر چیز ناشی می‌شود؟ آیا چیز خارجی دیگری وجود دارد که هر شی را حرکت دهد؟
حرکت صرفاً ظاهر نیست. حرکت به این دلیل اتفاق می‌افتد که هر ماده ای از این نظر که همه از یک ماده ساخته شده‌اند، شبیه ماده یکدیگر هستند. هیچ انزوای کامل یا اختلاف کاملی بین مواد وجود ندارد. این زیرلایه متداول مواد به آنها امکان تعامل می‌دهد. وقتی دو ماده سعی می‌کنند فضای یکسانی را اشغال کنند، یکی از مواد باید دور شود. این حرکت و تغییر واقعی است.
اگر یقین است که عقاید ما به‌طور پی در پی برای ما ظاهر می‌شوند، پس آنها باید خودشان را حرکت دهند زیرا تحت تأثیر چیزهایی که ایده نیستند تحت تأثیر قرار نمی‌گیرند. این ثابت می‌کند که چیزی در جهان وجود دارد که خودش حرکت می‌کند. ایده‌ها همچنین قادرند چیزهایی را تغییر دهند که با خودشان متفاوت است. آنها بدن را حرکت می‌دهند؛ بنابراین، یک ماده تفکر وجود دارد که خودش و سایر مواد را حرکت می‌دهد. این عقل (ذهن، هوش) از ماده بسیار خوب و ظریف ساخته شده‌است. این یک تحرک منظم، آگاه و هدفمند است. نوس اولین علت هر تغییر مکانیکی بعدی در جهان بود.
در اصل، قبل از اینکه نوس اولین ذره ماده را جابجا کند، مخلوط کاملی وجود داشت که از اجزای بی‌نهایت کوچک چیزها تشکیل شده بود. هر یک از اینها یک هومئومریا بود، قطعات کوچک همان کل بزرگ بودند. به عنوان مثال، یک دندان از دندانهای کوچک ساخته شده‌است. این نتیجه اندیشه ای است که مانند باید از مثل بدست آید. پس از شروع حرکت، اشیاء جداگانه هنگامی که مانند آنها با مانند ترکیب می‌شوند از این مخلوط جدا می‌شوند. وقتی سرانجام یک ماده غالب شد، تجمع به یک چیز خاص تبدیل شد. این فرایند را «آمدن» یا «شدن» می‌نامند.
نوس صرفاً بخشی از ترکیب اصلی نیست. این حرکت انقلابی را آغاز کرد که همه چیز را از مخلوط اولیه جدا می‌کرد. حرکت یک گرداب گریز از مرکز و مارپیچ است که در آن لایک‌ها به امثال آنها متصل می‌شوند. هیچ خدایی نیست که چیزهایی را با هدف در نظر بگیرد. فقط یک گرداب مکانیکی حرکت وجود دارد. آناگاگاسوراس برخلاف حوزه بی حرکت پارمنیدس، جهان را به عنوان یک حلقه متحرک برای تبدیل شدن به خود می‌دید. نوس شروع به چرخیدن کرد. پس از آن، جهان بنا به ضرورت حلال، خود به خود رشد کرد.
برای شروع و تداوم حرکت در برابر مقاومت مخلوط بی‌نهایت، نوس باید از یک نیروی ناگهانی، بی‌نهایت قوی و بی‌نهایت سریع استفاده کند. همچنین باید اولین نقطه را در مسیری دایره ای بزرگتر از اندازه خودش حرکت می‌داد. به این ترتیب، سایر نکات را تحت تأثیر قرار داد. نوس آزادانه شروع به ایجاد گرداب کرد. بدین ترتیب هدف و هدف خاص خود را در یک بازی بازیگوش ایجاد کرد. این یک روند اخلاقی یا اخلاقی نبود. بلکه زیبایی شناختی بود، در آن شهر به راحتی می‌خواست از تماشای خلقت خود لذت ببرد.
فیلسوف بعدی، مانند افلاطون، می‌خواستند ویژگی‌های اخلاقی را به خلق جهان در جهان نوس نسبت دهند. برای آنها، باید به عالی‌ترین، زیباترین و مفیدترین شکل ساخته شود. آناکساگوراس، اما پایان‌شناسی به‌کار نگرفت. نوس برای او یک علت مکانیکی، کارآمد بود. هر هدف آینده می‌توانست یک شروع آزادانه را از بین ببرد.
کتاب نیچه به‌طور ناگهانی در اینجا با توصیف نوس که جهان را به عنوان یک بازی خلق کرده‌است به پایان می‌رسد. آزادی اراده خلاقانه نکس با جبرگرایی لازم در خلقت آن، جهان مخالف است. از نوس به عنوان ذهنی (Geist) یاد می‌شود که دارای انتخاب آزاد و خودسرانه است. دنیای خلق شده، فیزیس، یک قطعه مکانیکی مصمم و مکانیکی است. هر نظم یا کارایی چیزها فقط نتیجه تغییر بی هدف است.

## رها شدن
نیچه این کار را ناتمام گذاشت. تا توجه خود را به کمک به ریشارد واگنر معطوف کند. این آهنگساز در تهیه سرمایه برای تالار اپرای بایرویت در آلمان مشکل داشت. نیچه به جای اینکه خود را با یونانیان باستان درگیر کند، سعی کرد آلمان‌های معاصر خود را متقاعد کند که نگاه فرهنگی آنها نادرست است. او این کار را با انتقاد از کتاب " کتاب قدیمی و جدید اثر داوید اشتراوس انجام داد. علی‌رغم درد چشم، نیچه تصمیم گرفت اولین تأملات نابهنگام را با عنوان دیوید اشتراوس: اعتراف کننده و نویسنده به جای تکمیل کار خود در مورد فلسفه یونان، انجام دهد.